# 趙學煌
趙學煌（1956年12月27日—），澎湖人，曾演出過多齣電視連續劇，如中視的花系列與瓊瑤的鬼丈夫等。2000年因車禍致使胸部以下癱瘓迄今，他的藝人好友是梁修身。

## 簡歷
趙學煌出生於澎湖，是台灣省立澎湖高級水產職業學校64年班(1975年)校友。後由澎湖至台北，參加中視基本歌星考選，與3700人競爭後通過考試，與金佩姍同期。1980年以連續劇《摘星夢》（甄秀珍主演）出道，飾演甄秀珍的哥哥。1983年12月25日與初戀情人國中學妹蔡秋蓉結婚，後戲劇邀約增多。2000年五月底至六月初至北京洽談新戲，回程途中發生車禍，胸部以下完全癱瘓。
2005年，受好友梁修身邀約，演出《再見，忠貞二村》中的癱瘓父親一角。
2006年，參加倒扁運動。

## 演出作品

### 電視劇
| 年份   | 電視公司     | 劇名                   | 角色          |
| ------ | ------------ | ---------------------- | ------------- |
| 1980年 | 中國電視公司 | 《摘星夢》             |               |
| 1984年 | 中國電視公司 | 《驀然回首》           | 陶加維        |
| 1984年 | 中國電視公司 | 《一剪梅》             | 福星          |
| 1985年 | 中國電視公司 | 《夕陽山外山》         | 雷秘書        |
| 1986年 | 中國電視公司 | 《如果有來生》         | 譚家明        |
| 1987年 | 中國電視公司 | 《千山萬水》           | 莊志遠        |
| 1987年 | 中國電視公司 | 《一串相思鈴》         | 劉紀聲        |
| 1987年 | 中國電視公司 | 《小姐與流氓》         | 林良棟        |
| 1988年 | 中國電視公司 | 《情義無價》           | 陳經理 (陳榮) |
| 1988年 | 中國電視公司 | 《金色樓梯》           | 洪冬升        |
| 1989年 | 中國電視公司 | 《一世情緣》           | 魏東山        |
| 1989年 | 中國電視公司 | 《天使之愛》           | 韋鐘來        |
| 1989年 | 中國電視公司 | 《銀女》               | 季康          |
| 1990年 | 中國電視公司 | 《花系列-茉莉花開》    | 紀桓          |
| 1990年 | 中國電視公司 | 《花系列-又見天堂鳥》  | 宋開源        |
| 1990年 | 中國電視公司 | 《沒有合約的愛情》     | 高鎮東        |
| 1990年 | 中國電視公司 | 《希望之鴿》           | 小泉孝雄      |
| 1990年 | 中國電視公司 | 《花系列-再生花》      | 趙漢青        |
| 1991年 | 中國電視公司 | 《望夫崖》             | 康秉謙        |
| 1991年 | 中國電視公司 | 《花系列-野菊》        | 唐子健        |
| 1991年 | 中國電視公司 | 《玫瑰芳心》           | 陸懷忠        |
| 1992年 | 中國電視公司 | 《花系列-琉璃花》      | 傅鐵生        |
| 1993年 | 中國電視公司 | 《花系列-紫櫻花》      | 林父          |
| 1993年 | 中國電視公司 | 《鬼丈夫》             | 柯士鵬        |
| 1994年 | 中國電視公司 | 《花系列-火鶴》        | 季天          |
| 1994年 | 中國電視公司 | 《花系列-青蓮花》      | 許克東        |
| 1996年 | 中國電視公司 | 《天師鍾馗》           | 閻王          |
| 1997年 | 民視         | 民視劇場《我永遠愛你》 |               |
| 1998年 | 中國電視公司 | 《此情可問天》         | 劉建邦        |
| 1999年 | 中華電視公司 | 花系列《孽女花》       | 康永勝        |
| 2005年 | 公共電視臺   | 《再見，忠貞二村》     | 邵震方        |